# Righeira
Righeira war eine italienische Musikformation, die 1981 von Stefano Rota und Stefano Righi in Turin gegründet wurde. Ihre Musik ist dem Italo-Disco- oder Euro-Disco-Stil zuzurechnen.

## Karriere

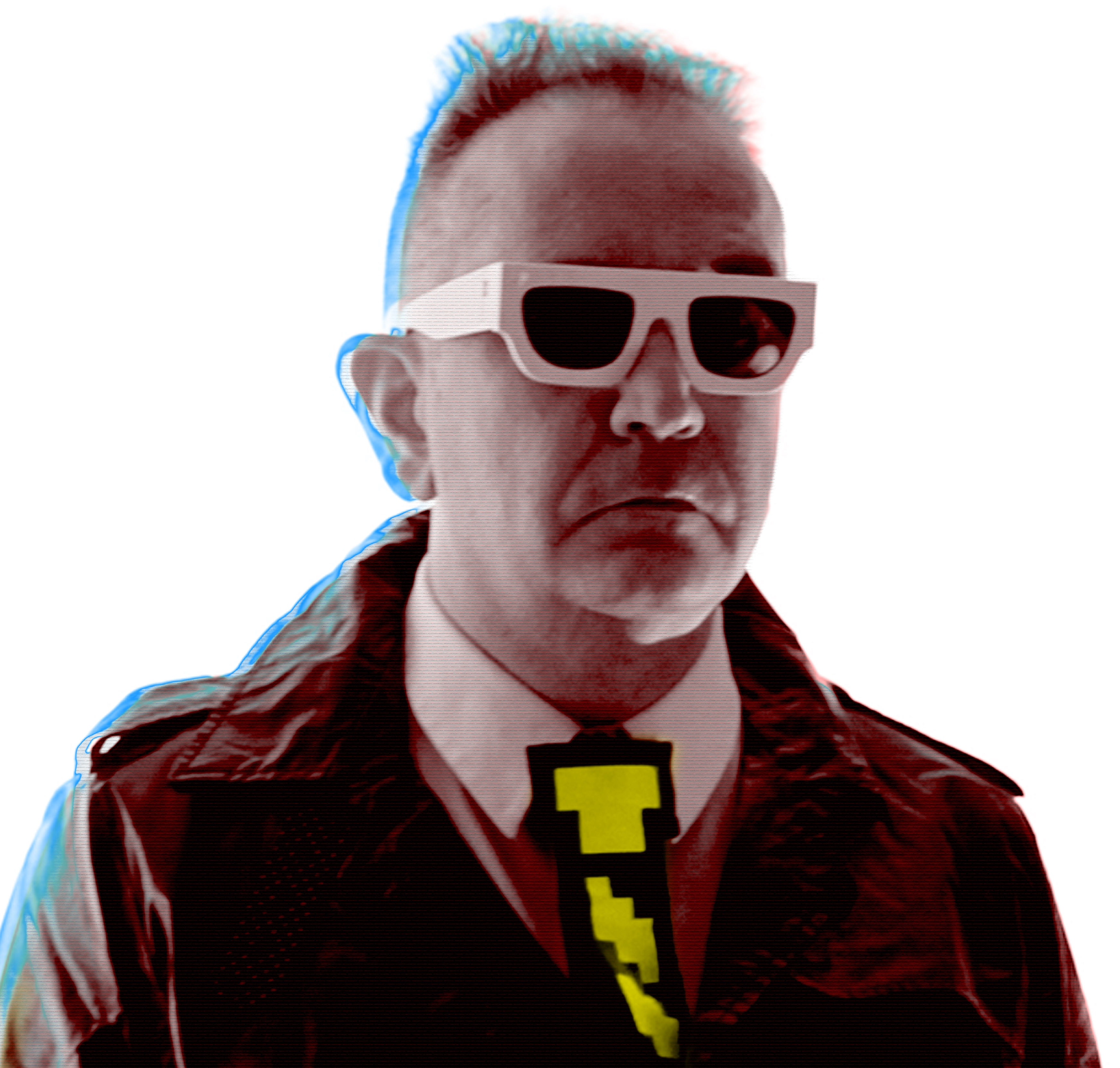
Stefano Righi (2010)

Stefano Rota (* 1. Oktober 1961 in Turin, Bühnenname „Michael“) und Stefano Righi (* 9. September 1960 in Turin, Bühnenname „Johnson“) gründeten Righeira im Jahr 1981. Zwei Jahre später feierten sie ihren Durchbruch mit Vamos a la playa („Lass uns zum Strand gehen“, 1983), der in großen Teilen Europas zu einem Hit wurde. 1984 folgte mit No tengo dinero („Ich habe kein Geld“, 1984) noch ein weiterer internationaler Charterfolg. Die Single L’estate sta finendo (1985) war in Italien ein Nummer-eins-Hit, in Deutschland und anderen Ländern jedoch nur mäßig erfolgreich. Im Jahr 1986 nahm Righeira am Sanremo-Festival teil und belegte mit Innamoratissimo Platz 15.
Produziert wurden sie von den Brüdern Michelangelo und Carmelo La Bionda in München. Vamos a la playa und No tengo dinero wurden für den lateinamerikanischen Markt von der mexikanischen Band Los João gecovert. Die von den beiden Italienern auf Spanisch gesungenen Texte von Vamos a la playa und No tengo dinero sind weit weniger belanglos als im deutschsprachigen Raum allgemein angenommen wird. Vamos a la playa handelt beispielsweise von der Explosion einer Atombombe sowie der Umweltverschmutzung am Mittelmeer.
Nachdem ihr Erfolg nachließ, trennten sich Righeira im Jahr 1992, vereinigten sich allerdings 1999 wieder. Sie traten anschließend vor allem in Italien auf und veröffentlichten 2007 mit Mondovisione ihr erstes neues Album seit 15 Jahren. 2016 trennte sich das Duo ein zweites Mal.

## Singles
| Jahr | Titel Album                        | Höchstplatzierung, Gesamtwochen, AuszeichnungChartplatzierungen (Jahr, Titel, Album, Platzierungen, Wochen, Auszeichnungen, Anmerkungen) | Höchstplatzierung, Gesamtwochen, AuszeichnungChartplatzierungen (Jahr, Titel, Album, Platzierungen, Wochen, Auszeichnungen, Anmerkungen) | Höchstplatzierung, Gesamtwochen, AuszeichnungChartplatzierungen (Jahr, Titel, Album, Platzierungen, Wochen, Auszeichnungen, Anmerkungen) | Höchstplatzierung, Gesamtwochen, AuszeichnungChartplatzierungen (Jahr, Titel, Album, Platzierungen, Wochen, Auszeichnungen, Anmerkungen) | Höchstplatzierung, Gesamtwochen, AuszeichnungChartplatzierungen (Jahr, Titel, Album, Platzierungen, Wochen, Auszeichnungen, Anmerkungen) | Anmerkungen                     |
| Jahr | Titel Album                        | DE | AT | CH | UK | IT | Anmerkungen                     |
| ---- | ---------------------------------- | --- | --- | --- | --- | --- | ------------------------------- |
| 1983 | Vamos a la playa Righeira          | DE3 (18 Wo.)DE | AT11 (12 Wo.)AT | CH1 (9 Wo.)CH | UK53 (5 Wo.)UK | IT1 Gold · (23 Wo.)IT | Erstveröffentlichung: Juni 1983 |
| 1984 | No tengo dinero Righeira           | DE12 (14 Wo.)DE | — | CH20 (5 Wo.)CH | — | IT15 (9 Wo.)IT |                                 |
| 1985 | L’estate sta finendo –             | DE35 (10 Wo.)DE | — | CH18 (7 Wo.)CH | — | IT1 Gold · (17 Wo.)IT |                                 |
| 1986 | Innamoratissimo –                  | — | — | — | — | IT9 (9 Wo.)IT |                                 |
| 2007 | La musica electronica Mondovisione | — | — | — | — | IT46 (1 Wo.)IT |                                 |

Weitere Singles
- 1984 Tanzen mit Righeira
- 1984 Hey Mama
- 1987 Bambini Forever
- 1987 Italians a Go-Go
- 1987 Oasi in città
- 1988 Compañero
- 1989 Garageamos
- 1990 Ferragosto
- 1992 Uno zero centomila
- 2001 Vamos a la playa 2001
- 2002 EP 2002